# Otoniela negrinho
Espèce
Otoniela negrinho est une espèce d'araignées aranéomorphes de la famille des Anyphaenidae.

## Distribution
Cette espèce est endémique du Brésil,. Elle se rencontre dans les États de Santa Catarina, de São Paulo, de Rio de Janeiro et du Goiás.

## Description
Le mâle holotype mesure 3,7 mm et la femelle paratype 4,0 mm, les mâles mesurent de 3,7 à 3,85 mm et les femelles de 3,25 à 4,0 mm.

## Systématique et taxinomie
Cette espèce a été décrite par Oliveira, Alvarenga et Brescovit en 2023.

## Étymologie
Son nom d'espèce lui a été donné en référence au lieu de sa découverte, Rio Negrinho.

## Publication originale
- Oliveira, Alvarenga & Brescovit, 2023 : « On the Neotropical spider genus Otoniela Brescovit, 1997 (Araneae: Anyphaenidae, Anyphaeninae), with the description of six new species. » Zootaxa, no 5383(1), p. 1-23.